# Гей Віктор Ференцович
Віктор Ференцович Гей (нар. 17 квітня 1974, Закарпатська область, УРСР) — український футболіст, півзахисник.

## Життєпис
Розпочав дорослу футбольну кар'єру в 1995 році в клубі «Карпати» (Мукачеве), яке на той час виступало в першій лізі чемпіонату України. Дебютував у футболці мукачевського клубу 5 травня 1995 року в програному (0:1) виїзному поєдинку 31-го туру першої ліги проти СК «Одеси». Віктор вийшов на поле на 66-й хвилині, замінивши Дмитра Дудника. Дебютним голом у складі «Карпат» відзначився 22 травня 1996 року на 11-й хвилині переможного (2:1) домашнього поєдинку 36-го туру групи А другої ліги чемпіонату України проти жовквівського «Гарая». Гей вийшов на поле в стартовому складі, а на 86-й хвилині його замінив Іван Фізер. Протягом виступів у Карпатах у чемпіонатах України зіграв 99 матчів та відзначився 16 голами, ще 8 матчів (3 голи) провів у кубку України.
У 1998 році перейшов до головної команди області, ужгородського «Закарпаття». Дебютував за нову команду 6 серпня 1998 року в нічийному (0:0) домашньому поєдинку 1-го туру групи А другої ліги чемпіонату України проти бурштинського «Енергетика». Віктор вийшов на поле в стартовому складі та відіграв увесь матч. Дебютним голом за ужгородську команду відзначився 29 серпня 1998 року на 38-й хвилині переможного (5:0) домашнього матчу 1/128 фіналу кубку України проти чортківського «Кристалу». Гей вийшов на поле в стартовому складі, а на 85-й хвилині його замінив Віталій Лофинець. Дебютним голом за ужгородську команду в другій лізі відзначився 8 жовтня 1998 року на 40-й хвилині переможного (3:0) виїзного поєдинку 9-го туру групи А проти долинського «Нафтовика». Віктор вийшов на поле в стартовому складі та відіграв увесь матч. Загалом у футболці «Закарпаття» в чемпіонатах України зіграв 124 матчі та відзначився 8-ма голами, ще 9 матчів зіграв у кубку України. У 2001 році на правах оренди виступав у друголіговому фарм-клубі ужгородського клубу, «Закарпатті-2». Зіграв 17 матчів та відзначився 1 голом. З 2004 по 2005 роки виступав за аматорський клуб ФК «Поляна».
Після завершення футбольної кар'єри розпочав політичну діяльність, виступив до Партії регіонів.
Має сина, Віктора Гея молодшого, який також є професіональним футболістом.